# Thomas Watkins Ligon

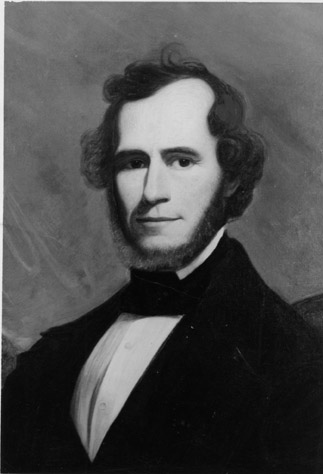
Thomas Watkins Ligon

Thomas Watkins Ligon (* 10. Mai 1810 im Prince Edward County, Virginia; † 12. Januar 1881 in Ellicott City, Maryland) war ein US-amerikanischer Politiker und von 1854 bis 1858 Gouverneur des Bundesstaates Maryland. Zwischen 1845 und 1849 vertrat er seinen Staat im US-Repräsentantenhaus.

## Frühe Jahre
Thomas Ligon besuchte bis 1830 das Hampden-Sydney College und danach für ein Jahr die University of Virginia in Charlottesville. Nach einem anschließenden Jurastudium an der Yale University wurde er im Jahr 1833 als Rechtsanwalt zugelassen. Danach arbeitete er bis 1853 als Anwalt in Baltimore und anderen Städten in Maryland.

## Politischer Aufstieg
Ligon war Mitglied der Demokratischen Partei. Zwischen 1843 und 1845 saß er im Abgeordnetenhaus von Maryland, von 1845 bis 1849 absolvierte er zwei Legislaturperioden im US-Repräsentantenhaus in Washington, D.C. Dort erlebte er unter Präsident James K. Polk den Ausbruch des Mexikanisch-Amerikanischen Krieges und die Annexion der Republik Texas sowie weiterer großer Gebiete im Südwesten der heutigen Vereinigten Staaten. Nach dem Ende seiner Zeit im Kongress wurde Ligon wieder als Anwalt tätig, ehe er am 2. November 1853 als Kandidat seiner Partei zum neuen Gouverneur seines Staates gewählt wurde. Ligon war der erste Gouverneur von Maryland, der unter der 1851 verabschiedeten neuen Verfassung gewählt wurde. Diese sah vierjährige Amtszeiten des Gouverneurs vor, während die alte Verfassung dreijährige Amtszeiten vorgeschrieben hatte.

## Gouverneur von Maryland
Thomas Ligon trat sein neues Amt am 11. Januar 1854 an. Seine Amtszeit war überschattet von politischen Streitereien nicht nur auf nationaler Ebene zwischen den Nord- und Südstaaten, sondern auch innerhalb von Maryland. Dort musste sich Ligon mit einer oppositionellen Mehrheit in der Legislative auseinandersetzen. Nachdem es bei Kommunalwahlen in Baltimore zu Unregelmäßigkeiten gekommen war, kam es in dieser Stadt zu Unruhen. Politisch gipfelte diese Angelegenheit in einem offenen Streit zwischen Gouverneur Ligon und Thomas Swann, dem Bürgermeister von Baltimore, der später auch noch Gouverneur werden sollte.

## Weiterer Lebenslauf
Nach dem Ende seiner Amtszeit zog sich Ligon aus dem öffentlichen Dienst zurück. Er amtierte später als Präsident des Patapsco Female Institute in Ellicott City. Ex-Gouverneur Ligon starb im Januar 1881. Er war zweimal verheiratet und hatte insgesamt drei Kinder.